# Bhavnagar (huyện)
Huyện Bhavnagar là một huyện thuộc bang Gujarat, Ấn Độ. Thủ phủ huyện Bhavnagar đóng ở Bhavnagar. Huyện Bhavnagar có diện tích 11155 ki lô mét vuông. Đến thời điểm năm 2001, huyện Bhavnagar có dân số 2469264 người.